# Morgia Sant'Angelo

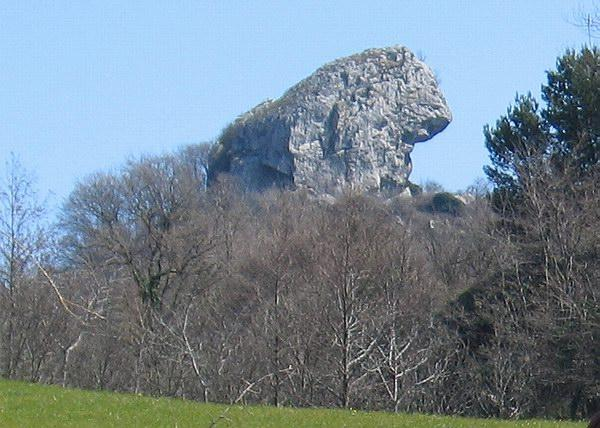
Morgia Sant'Angelo o "Leonessa".

La Morgia Sant'Angelo è un imponente macigno di pietra sito nel comune di Cerreto Sannita, denominato anche "leonessa" per la curiosa somiglianza a tale felino. I suoi dintorni furono sede di un insediamento umano fin dalla Preistoria e, intorno al 700 d.C, i Longobardi adibirono la grotta alla base della formazione rocciosa a luogo per il culto di San Michele Arcangelo. Tale utilizzo proseguì anche dopo la fine della dominazione longobarda e nel 1524 vi fu sepolto il vescovo di Telese mons. Biagio Caropipe. La grotta fu successivamente utilizzata anche a scopi profani, quale ricovero delle greggi, e si scelse di trasferire le spoglie del vescovo nella Cattedrale di Cerreto Sannita.

## Storia

### Antichità

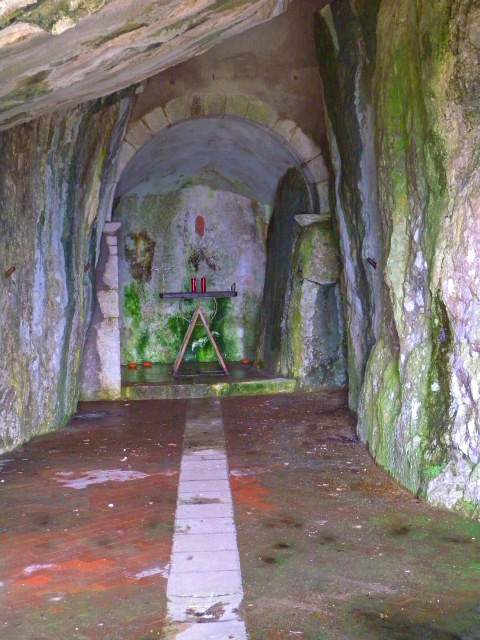
Interno della grotta di San Michele

Il territorio circostante la morgia fu abitato sin dalla preistoria come testimoniano i risultati di alcuni scavi archeologici realizzati alla fine del XIX secolo. In un primo scavo (1882) fu rinvenuto un sarcofago costituito da lastroni di tufo grigio al cui interno c'erano una lancia in bronzo, dei pezzi di legno bruciato, dei frammenti di ossa, un'ascia, delle punte di lance e un vaso cinerario posto ad un angolo del sarcofago. In un successivo scavo condotto dall'antropologo Abele de Blasio nel 1896 furono trovate: una punta di lancia silicea di colore chiaro; un raschiatoio; dei frammenti di ossa di Bos taurus, di Ovis aries e di Sus scrofa; dei frammenti di cocci lavorati a mano ma scarsamente cotti. Furono scoperti anche i resti di un forno arcaico a conferma della tesi che l'uomo neolitico sapeva preparare, manipolare e cuocere l'argilla.
L'importanza strategica del sito, l'ampio panorama che spazia nelle vallate sottostanti, la presenza di numerose fonti d'acqua e il ricovero offerto dalla grotta in caso di intemperie, furono i motivi che spinsero i sanniti ad utilizzare la leonessa come importante punto di avvistamento a difesa dei loro territori.

### Dai longobardi all'età moderna
Intorno al 700 d.C. i longobardi trasformarono la grotta in una cappella dedicata a San Michele Arcangelo. Secondo una tesi, la grotta della leonessa «dovette all'origine costituire un polo di aggregazione rituale, incentrato sul culto micaelico dopo l'opera antidolatrica svolta dai vescovi di Benevento Barbato, e di Capua Decoro».
Altre cappelle-grotte dedicate all'Arcangelo furono fondate nei vicini centri di Guardia Sanframondi, Faicchio e Gioia Sannitica.
Con la fine della dominazione longobarda il culto di San Michele continuò ad essere vivo come testimonia un documento del 1493 nel quale si legge che la chiesa era servita da monaci e preti.
Nel 1524 vi fu sepolto il vescovo di Telese mons. Biagio Caropipe.
Gli storici locali hanno sempre indicato la grotta della leonessa come sede delle riunioni dell'universitas sulla base della lettura di un passo degli antichi statuti comunali in cui è scritto che al suono della "campana della chiesa di S. Angelo" si riuniva il consiglio cittadino. Grazie ad uno studio del 2019 è invece emerso che gli statuti comunali si riferivano alla "chiesa di S. Angelo" esistente all'interno delle mura di Cerreto antica e non alla chiesa di S. Angelo della Leonessa, che nei documenti veniva sempre definita "chiesa di S. Angelo in sasso" per distinguerla da quella presente dentro le mura del borgo medievale.
La grotta era custodita da un eremita che abitava in una casetta a lui destinata.

### L'età contemporanea
Nel 1783 il sepolcro di mons. Caropipe venne trasferito nel sacrario della Cattedrale di Cerreto Sannita «per le enormità che si commettono ivi» essendo stata, la grotta, più volte ricovero delle greggi a causa della vicinanza ad un tratturo.
Nel 2000 è stata oggetto di un intervento di riqualificazione a cura della Comunità Montana del Titerno.

## Descrizione e misure
La morgia è impropriamente chiamata così perché non è costituita da un solo strato di calcare ma da diversi banchi di sedimenti miocenici.
La somiglianza al felino, riscontrabile sin da lontano, è dovuta all'erosione fisica, chimica e meccanica esercitata dagli elementi atmosferici nel corso dei millenni.
Le misure della morgia sono le seguenti: 
- fianco (lunghezza): 35 metri;
- faccia (lunghezza): 17 metri;
- testa (lunghezza): 18 metri;
- altezza (quota massima): 35 metri;
- circonferenza totale: 97 metri.

La grotta ha avuto origine grazie a un insieme di eventi naturali quali l'azione erosiva delle acque, il cedimento del terreno franoso e la fessurazione dello strato calcareo.
Nella contrada "cese", dove si trova la morgia, sono molto frequenti strane forme di erosione delle pietre calcaree come testimonia anche il complesso roccioso delle "Ripe del Corvo" sito poco distante dalla leonessa.

## Galleria d'immagini

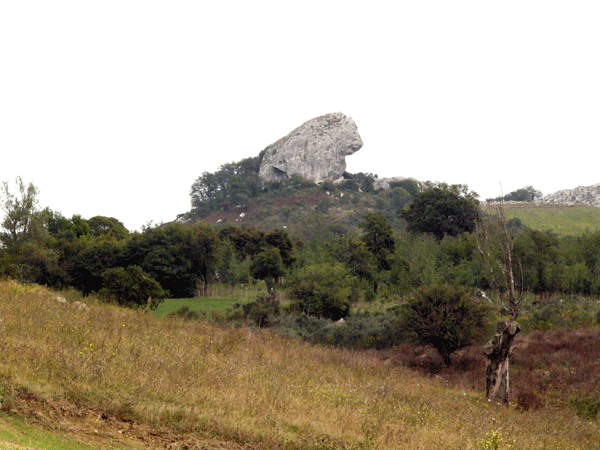
Morgia Sant'Angelo
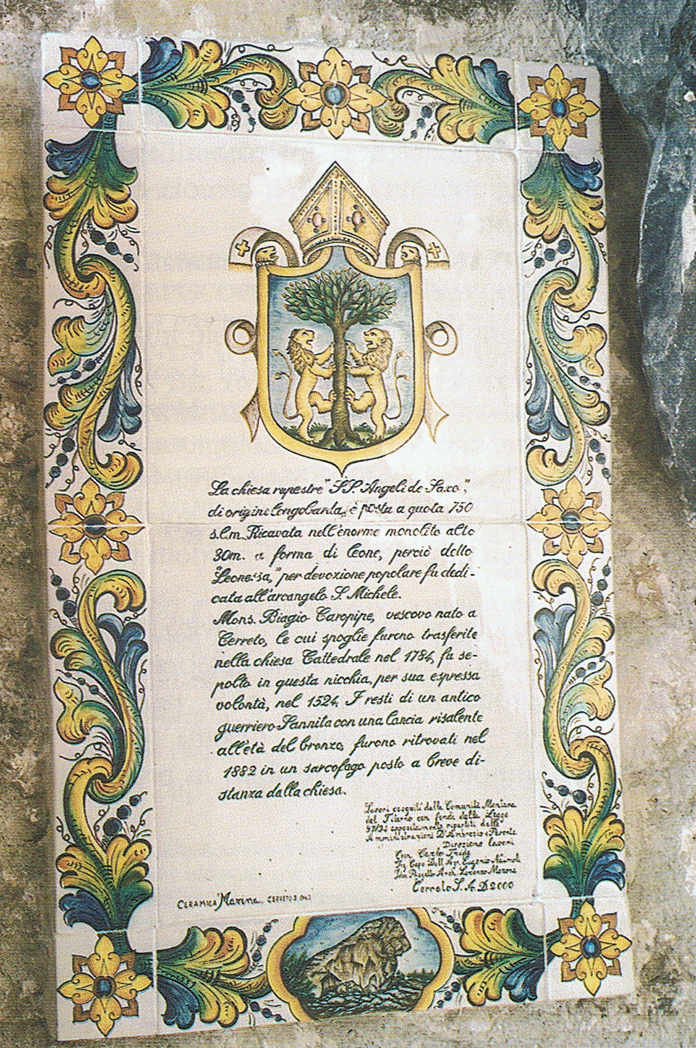
Pannello in ceramica nella grotta all'interno della morgia
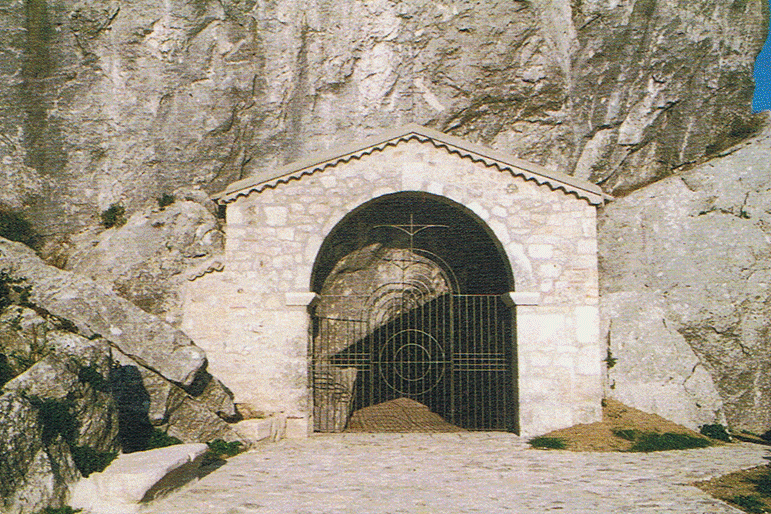
Esterno della grotta
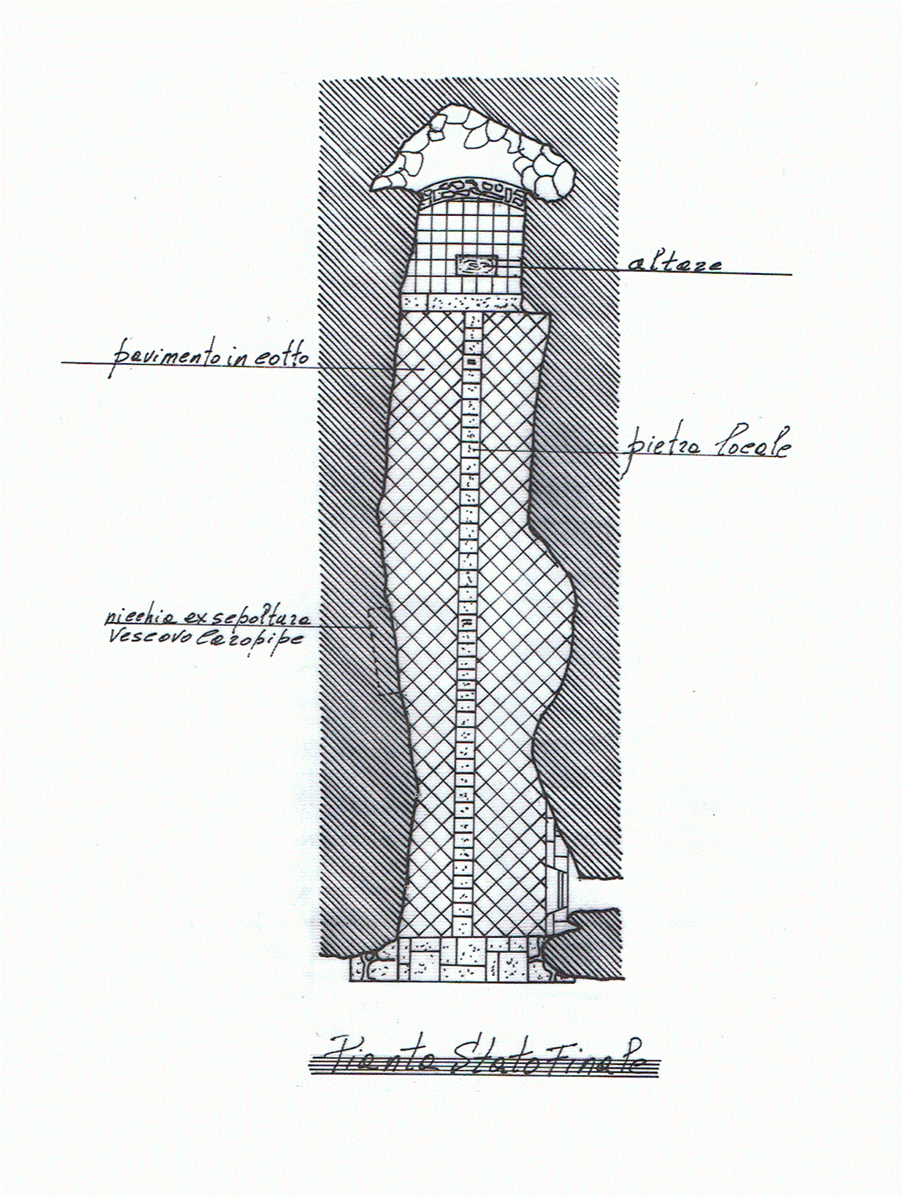
Pianta della grotta